# Yaginumaella badongensis
Yaginumaella badongensis là một loài nhện trong họ Salticidae.
Loài này thuộc chi Yaginumaella. Yaginumaella badongensis được Da-xiang Song & Jian-yuan Chai miêu tả năm 1992.